# Arrondissement Bellac
Das Arrondissement Bellac ist eine Verwaltungseinheit im französischen Département Haute-Vienne innerhalb der Region Nouvelle-Aquitaine. Verwaltungssitz (Unterpräfektur) ist Bellac.
Es besteht aus drei Kantonen und 57 Gemeinden.

## Kantone
- Ambazac (mit 5 von 16 Gemeinden)
- Bellac
- Châteauponsac

## Gemeinden
Die Gemeinden des Arrondissements Bellac sind:
| 1. Arnac-la-Poste (87003)            | 2. Azat-le-Ris (87006)                 | 3. Balledent (87007)               | 4. Bellac (87011)                    |
| 5. Berneuil (87012)                  | 6. Bessines-sur-Gartempe (87014)       | 7. Blanzac (87017)                 | 8. Blond (87018)                     |
| 9. Breuilaufa (87022)                | 10. Chamboret (87033)                  | 11. Châteauponsac (87041)          | 12. Cieux (87045)                    |
| 13. Compreignac (87047)              | 14. Cromac (87053)                     | 15. Dinsac (87056)                 | 16. Dompierre-les-Églises (87057)    |
| 17. Droux (87061)                    | 18. Folles (87067)                     | 19. Fromental (87068)              | 20. Gajoubert (87069)                |
| 21. Jouac (87080)                    | 22. La Bazeuge (87008)                 | 23. La Croix-sur-Gartempe (87052)  | 24. Le Buis (87023)                  |
| 25. Le Dorat (87059)                 | 26. Les Grands-Chézeaux (87074)        | 27. Lussac-les-Églises (87087)     | 28. Magnac-Laval (87089)             |
| 29. Mailhac-sur-Benaize (87090)      | 30. Montrol-Sénard (87100)             | 31. Mortemart (87101)              | 32. Nantiat (87103)                  |
| 33. Nouic (87108)                    | 34. Oradour-Saint-Genest (87109)       | 35. Peyrat-de-Bellac (87116)       | 36. Rancon (87121)                   |
| 37. Razès (87122)                    | 38. Saint-Amand-Magnazeix (87133)      | 39. Saint-Bonnet-de-Bellac (87139) | 40. Saint-Georges-les-Landes (87145) |
| 41. Saint-Hilaire-la-Treille (87149) | 42. Saint-Junien-les-Combes (87155)    | 43. Saint-Léger-Magnazeix (87160)  | 44. Saint-Martial-sur-Isop (87163)   |
| 45. Saint-Martin-le-Mault (87165)    | 46. Saint-Ouen-sur-Gartempe (87172)    | 47. Saint-Pardoux-le-Lac (87128)   | 48. Saint-Sornin-la-Marche (87179)   |
| 49. Saint-Sornin-Leulac (87180)      | 50. Saint-Sulpice-les-Feuilles (87182) | 51. Tersannes (87195)              | 52. Thouron (87197)                  |
| 53. Val d’Issoire (87097)            | 54. Val-d’Oire-et-Gartempe (87028)     | 55. Vaulry (87198)                 | 56. Verneuil-Moustiers (87200)       |
| 57. Villefavard (87206)              |                                        |                                    |                                      |

## Ehemalige Gemeinden seit der landesweiten Neuordnung der Arrondissements
- Bis 2018: Roussac, Saint-Pardoux, Saint-Symphorien-sur-Couze, Bussière-Poitevine, Darnac, Saint-Barbant, Thiat
- Bis 2015: Bussière-Boffy, Mézières-sur-Issoire